# Joseph Bourgain
Pour les articles homonymes, voir Bourgain.
Joseph Fructueux Bourgain (qui adopta le nom chinois de Pu Enyou), né le 15 avril 1872 au Portel (diocèse d'Arras) et décédé le 30 septembre 1925 à Yunnan-fu en Chine, est un prêtre français des Missions étrangères de Paris, missionnaire et vicaire apostolique au Sichuan (Chine).

## Biographie

### Jeune missionnaire
Il naît dans une famille nombreuse pieuse du Pas-de-Calais, dernier de onze enfants. Une de ses sœurs, Marguerite-Marie, est religieuse de saint Vincent de Paul. Il commence ses études au collège classique Sainte-Austreberthe de Montreuil ; en 1888, il entre en troisième au petit séminaire de Boulogne-sur-Mer où il est plutôt boute-en-train. Il entre le 12 septembre 1891 au séminaire des Missions étrangères de Paris. Il doit faire son service militaire en 1893 et se révèle bon camarade et débrouillard. Il est ordonné diacre le 29 février 1896 et prêtre le 28 juin 1896. 
Un mois plus tard, il embarque pour sa destination du vicariat apostolique du Setchouan méridional (dont le siège est à Sui-fu). Arrivé dans sa mission, Joseph Bourgain se met à l'étude du chinois et en janvier 1897 il est envoyé par Mgr Chatagnon au Kien-Tchang, territoire situé dans le grand coude que le fleuve Bleu fait dans le sud, vers le Yunnan. Il y rejoint le P. de Guébriant, installé au poste de Té-Tchang. C'est sous sa direction qu'il fait sa formation missionnaire. Très doué pour l'apprentissage de la langue chinoise et ayant une excellente mémoire, Joseph Bourgain se met à la langue populaire et comprend celle des lettrés. Après les fêtes de Noël 1897, Joseph Bourgain en treize ou quatorze étapes se rend à Kia-Tin où il retrouve son évêque et ses confrères. Durant les premiers mois de 1898, en compagnie du Père de Guébriant, il circule pendant trois semaines dans la région voisine du Yunnan, puis, en juin 1898, il remplace à Té-Tchang ce dernier, nommé à Ya-Tchéou. Il s'attire l'affection de tous et invite les mandarins locaux à un modeste repas chaque jeudi, ce qui lui permet de s'intégrer.
Cependant le péril est grand pendant la révolte des Boxers en juin-juillet 1900 qui se répercute au Kien-Tchang. Le préfet civil de la province fait venir à Ning-Yuan-Fu, capitale de sa province, les trois missionnaires résidant dans sa juridiction qu'il cache pendant plus de quatre mois dans une pagode. Tout est à reconstruire ensuite. Épuisé, il doit se faire soigner à Shanghai en 1902, puis se reposer en France. Au début de décembre 1904, il est de retour en Chine et nommé au poste de Tchou-ken-tan, proche de Kia-Tin. Il obtient réparation des dommages causés aux chrétiens par les derniers tenants de la secte des Lanternes Rouges. Vers la fin de 1905, surgissent au Kien-Tchang de graves difficultés. Des brigands, soi-disant protestants, attaquent la mission de Mien-Chan, ce qui provoque des morts. Le Père de Guébriant reprend donc la direction du Kien-Tchang et prend Joseph Bourgain comme adjoint. Ce dernier s'installe à Lou-Kou où il tente de régler cette affaire, mais en vain. Il part à la fin de 1907 pour Tchen-tou et, traitant directement avec les autorités, obtient gain de cause par sa diplomatie et son sang-froid. C'est à la même époque qu'il aide la mission d'exploration du capitaine d'Ollone et du vicomte de Boyve. Il est de nouveau chargé du poste de Te-Tchang en février 1908. À la Pentecôte de 1909, le P. de Guébriant désire missionner dans la campagne prenant Te-Tchang comme base et cède à Joseph Bourgain le district de Ning-Yuan-Fu, connaissant ses aptitudes à bien négocier avec les mandarins locaux. Celui-ci achète des terrains pour fonder missions et écoles. En 1910, le Kien-Tchang est érigé en vicariat apostolique et confié à Mgr de Guébriant, sacré à Sui-Fu, le 20 novembre 1910. Il nomme le P. Bourgain comme provicaire et procureur de la mission.

### Bâtisseur et négociateur
En 1911, le P. Bourgain construit l'évêché de la nouvelle mission. La situation est troublée, l'Empire chinois s'écroule laissant place à la république de Sun Yat-sen, tandis que les provinces sont traversées par des bandes armées. Il gouverne pendant l'absence de Mgr de Guébriant le vicariat apostolique dès mars 1911. En novembre de la même année, il sauve de la captivité et de la mort le docteur et explorateur Aimé-François Legendre et ses compagnons. Quelques jours après, la ville de Ning-yuan-Fu, mal défendue, est cernée par une troupe de brigands, appartenant à la Société du Soleil. Finalement les vies sont épargnées, mais le 4 novembre 1911 le P. Castanet est massacré au village de Tié-tsiang-tsen. En 1912, Mgr de Guébriant est délégué par le ministre de France en Chine pour régler le problème des réparations. Il subdélègue le P. Bourgain auprès de la délégation chinoise pour l'arrangement des pillages et massacres de l'année précédente.
En mars 1913, totalement épuisé par toutes ces épreuves, le P. Bourgain part se reposer en France. Il prend le bateau pour Hong-Kong, puis rentre par le Transsibérien à travers la Russie. Il se met à la disposition des Missions étrangères en France, où il passe les années de guerre. Mais Mgr de Guébriant est nommé vicaire apostolique de Canton et quitte Ning-Yuan-Fu le 8 janvier 1917. Il envoie par télégramme à son ami une demande de lui succéder au Kien-Tchang. Le P. Bourgain suit alors les Exercices spirituels de saint Ignace, chez les jésuites de Clamart pour prendre sa décision en ces temps difficiles. Il accepte à l'issue de cette retraite et regagne la Chine à la fin de l'année. Le Saint-Siège le nomme évêque titulaire d'Archelaïs (de) et vicaire apostolique du Kien-Tchang. C'est Mgr de Guébriant qui consacre évêque son ami, assisté de Mgr de Gorostarzu, le dimanche 10 novembre 1918, à Ning-Yuan-Fu.

### Vicaire apostolique
Joseph Bourgain prend comme devise : In Spem contra Spem. Il ne s'épargne aucune peine pour la croissance de sa mission et le bonheur spirituel et matériel de ses ouailles. Sur le plan financier, il crée de nouveaux revenus pour assurer le développement du séminaire et des différentes œuvres, dont certaines sont tenues par les religieuses françaises. Grâce à lui Ning-Yuan-Fu est dotée d'un dispensaire, d'un hôpital. Il confie aux sœurs franciscaines missionnaires de Marie la formation spirituelle et intellectuelle des Vierges chinoises de la Doctrine Chrétienne.
Il retrouve Mgr de Guébriant à Tchen-tou, quelques mois plus tard (printemps 1919), devenu visiteur apostolique des missions de Chine. Mgr Bourgain participe aux travaux de l'Assemblée générale de la Société des Missions étrangères de Paris qui se déroule à Hong Kong du 9 février au 22 mars 1921 et qui décide des orientations futures et notamment de l'accélération de la formation d'un clergé indigène et de la préparation de futurs évêques chinois. En 1923, Mgr Bourgain ouvre dans son vicariat une école pour former des instituteurs chrétiens. Ils sont quatre étudiants la première année et vingt la deuxième année. Le 24 mars 1924, il se met en route pour prendre part au concile général de Chine qui se tient à Shanghai en mai 1924.
En 1925, fatigué, Mgr Bourgain pense à aller se reposer dans sa famille, mais la situation politique est sérieuse et marquée par la crise au Kien-tchang avec la famine qui frappe, des incursions armées et des révoltes des Lolos. Après un voyage à Ta-tsien-Lou au Tibet en juillet 1925, pour y conférer avec Mgr Giraudeau, il quitte Ning-Yuan-Fu le 27 août suivant, et se met en route pour Rome, où il doit traiter avec le Saint-Siège d'importantes affaires de sa mission. La première partie du trajet lui est très pénible, et il doit s'arrêter à Yunnan-fu (Kunming aujourd'hui) où il arrive épuisé, le 19 septembre 1925. Il est atteint d'un cancer de l'estomac et rend doucement son âme à Dieu, le 30 septembre 1925, à l'âge de cinquante-trois ans.
Ses funérailles sont célébrées le samedi 3 octobre 1925 à Yunnan-fu, présidées par Mgr de Gorostarzu, en présence des consuls de France, d'Angleterre, des États-Unis, et d'une foule très nombreuse. Au cimetière français, à l'extérieur de la porte du Nord, M. Bodard, consul de France, rend hommage au défunt et le corps est inhumé au cimetière de Pé-long-tan, auprès de Mgr Fenouil et des missionnaires du Yunnan.